# テクニカン
株式会社テクニカンは、神奈川県横浜市に本社を置く食品用冷凍装置などを製造・販売するメーカーである。
主力製品は「凍眠（とうみん）」と言う、液体で食品を冷凍する装置であり、同社は液体凍結技術に関する特許を保有している。

## 事業内容
- 凍眠事業

テクニカン社が1989年に設立して以来、同社においてビジネスの中核を担い続けている事業が凍眠事業である。畜産、水産のみならず、農産、加工食品メーカー、酒蔵メーカーなど多様な業態のクライアントを抱える。通常、冷蔵流通の場合、産地から消費地までに数日を要することから消費地についた頃には鮮度が落ちているが、凍眠で凍らせることにより、産地の鮮度を維持したまま消費地まで輸送することが可能となった。そう言った事情から、クライアントの大部分を占めるのは産地（≒地方）が多いが、豊洲市場などの都市部での導入も少なくない。
- 凍眠ミニ事業

飲食店向けの小型液体凍結機「凍眠ミニ」の製造・販売を2019年6月より事業化している。同社のグループ企業であるティーカンパニー株式会社で販売をしている。主なクライアントはセントラルキッチンを有さない小規模飲食店である。
- 伊藤忠食品株式会社との共同事業

2019年に食品卸の大手である伊藤忠食品との業務提携（資本関係は無し）を締結し、冷凍食品ブランドである「凍眠市場（とうみんいちば）」を共同で立ち上げた。2020年現在、いくつかの商品は既に流通している。

## CSR
- 2018年 - 国際連合本部（＝ニューヨーク）に招聘され、同社が保有する液体凍結技術を活用したSDGsへのコミットメントについて講演。
- 2019年
  - 国際連合本部（＝ニューヨーク）に招聘され、前年同様講演を行う。
  - iPS細胞から血小板を精製する技術を確立している再生医療ベンチャー企業に対し、凍結保存の研究目的で凍眠を無償貸与。

## メディア出演
- 2012年11月24日「未来へのおくりもの」（BSTBS）
- 2015年11月17日「ガイアの夜明け」（テレビ東京）
- 2018年1月16日「モーニングショー」（テレビ朝日）
- 2019年6月26日「おばんですいわて」（NHK岩手）
- 2022年3月17日「日経スペシャル カンブリア宮殿『美味しいまま保存できる! 知られざる冷凍革命の全貌』」（テレビ東京）- 社長・山田義夫出演[2]

## 関連企業
- 株式会社テクニカンインターナショナル
  - テクニカンの海外事業にフォーカスした企業。
- ティーカンパニー株式会社
  - 凍眠ミニの販売などを手掛ける企業。
- 株式会社凍眠フーズ
  - ベーコンや生ソーセージの製造販売、及びテクニカン社が保有する「凍眠」の商標にかかるライセンス許諾の管理。